# Darwinia speciosa
Darwinia speciosa là một loài thực vật có hoa trong Họ Đào kim nương. Loài này được (Meisn.) Benth. mô tả khoa học đầu tiên năm 1867.